# Ruhollah Khomeinis mausoleum

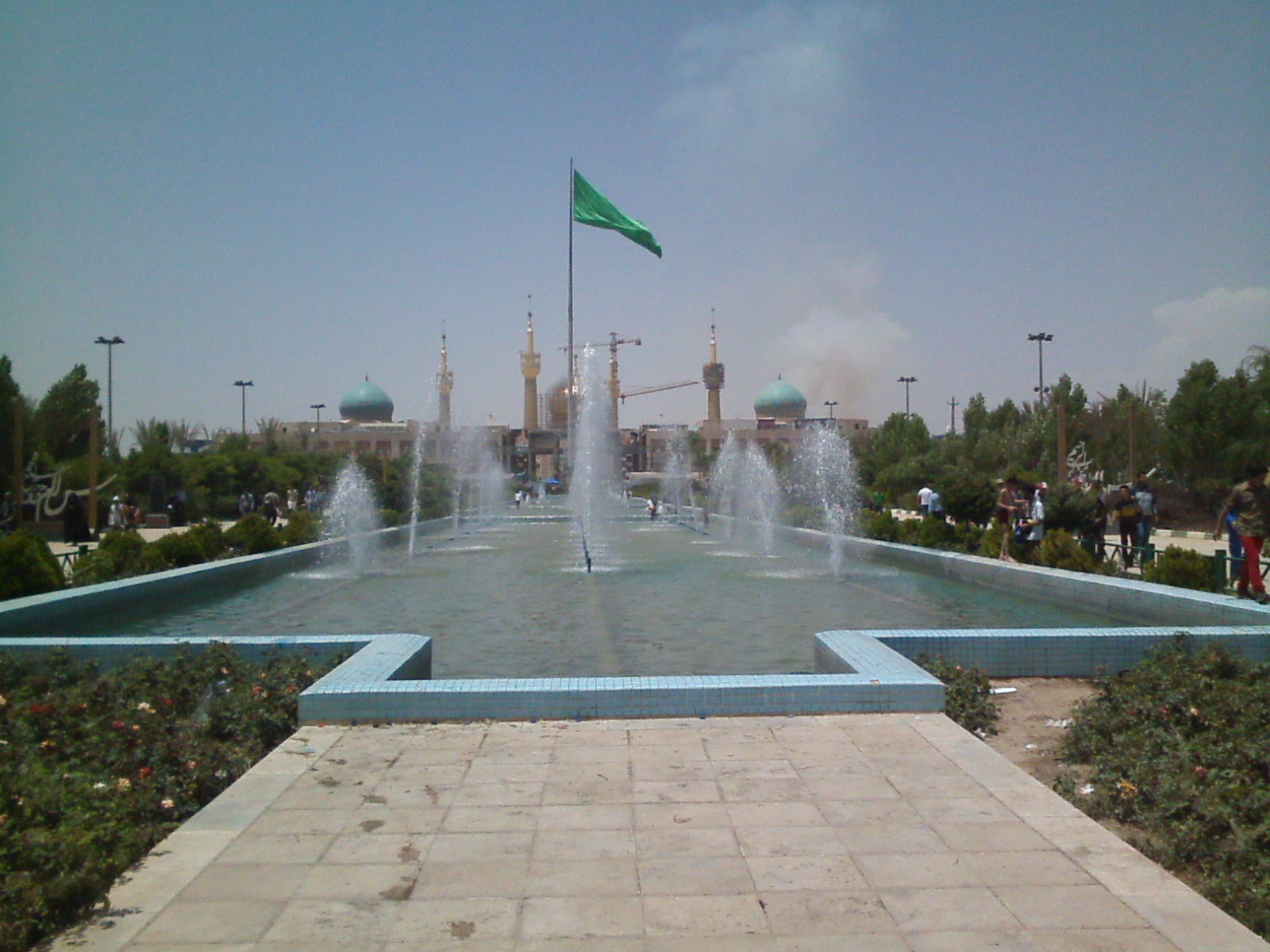
Ruhollah Khomeinis mausoleum i södra Teheran.

Ruhollah Khomeinis mausoleum (persiska: آرامگاه روح الله خمینی), även känt som Marqad-e Emam (persiska: مرقد امام) och Haram-e Motahhar (persiska: حرم مطهر), är en byggnad som ligger vid begravningsplatsen Behesht-e Zahra i södra Teheran. Här ligger bland annat Irans föregående högste ledare och shiitiske imam Ruhollah Khomeini begravd.

## Bildgalleri

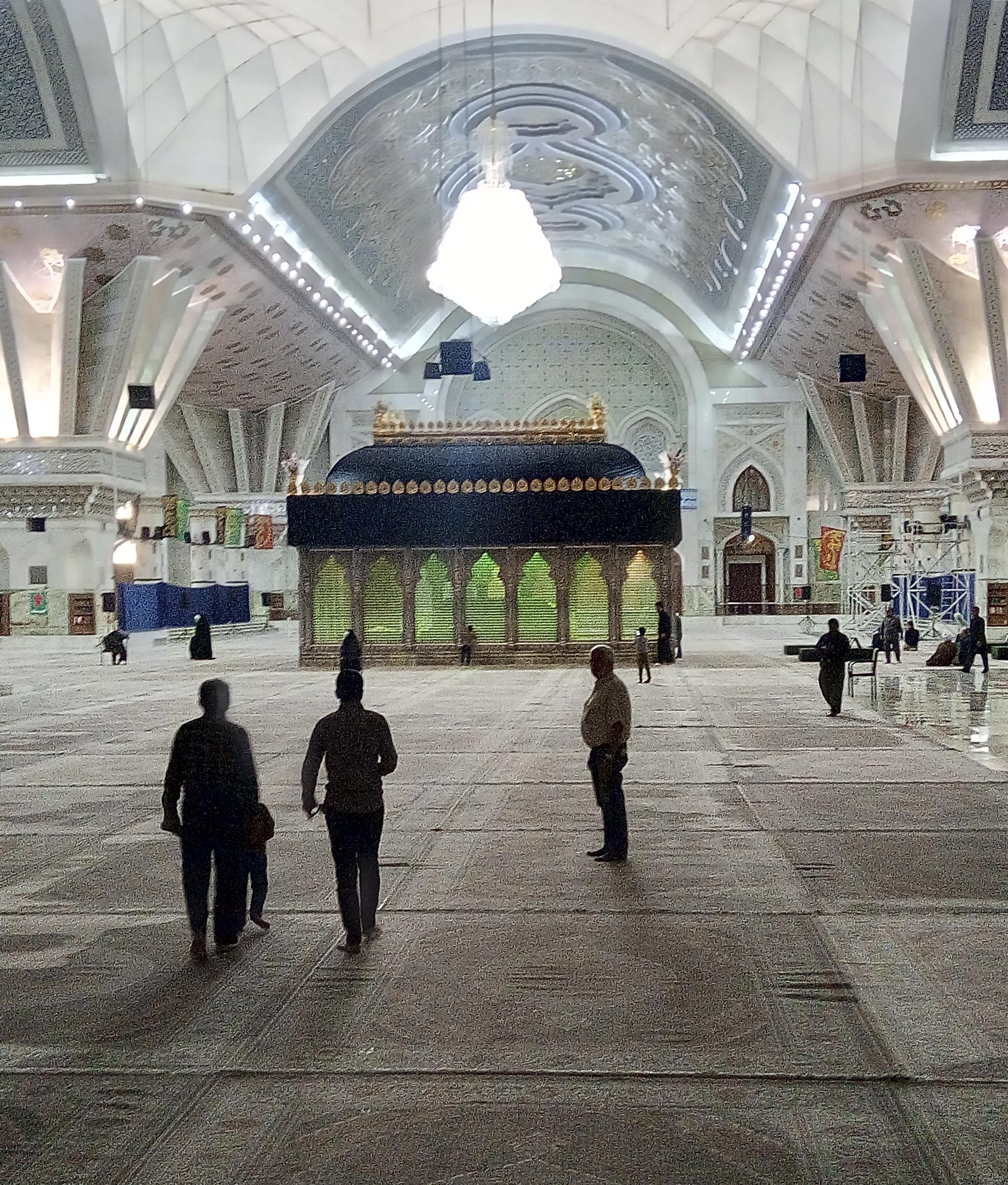
Interiören av Ruhollah Khomeinis mausoleum.
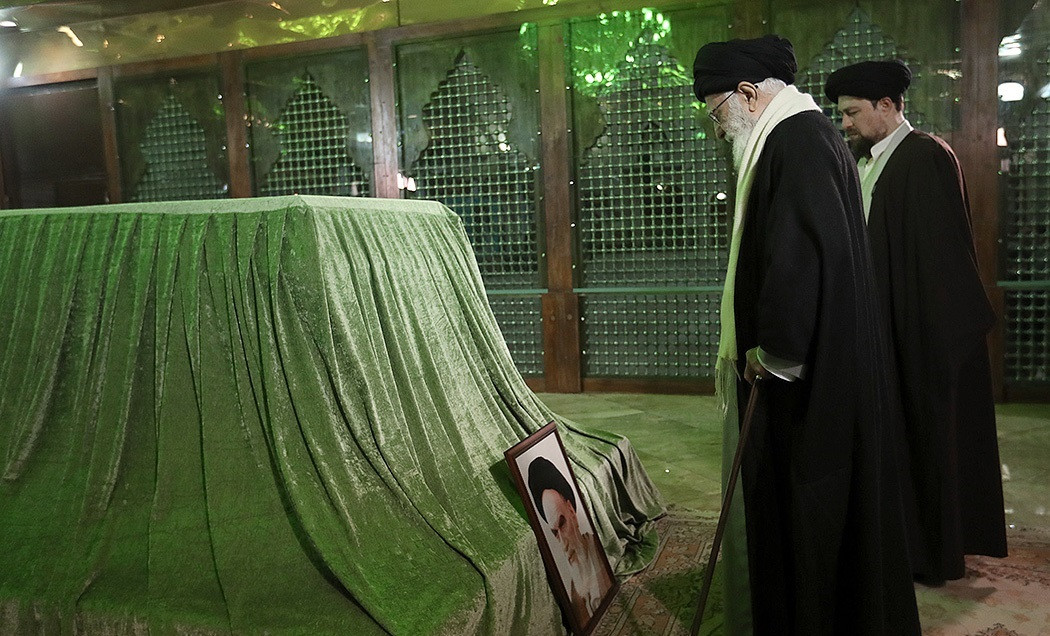
Ayatolla Khamenei besöker Ayatolla Khomeinis grav.